# Sofie Goffin
Pour les articles homonymes, voir Goffin.
Sofie Goffin, née le 21 novembre 1979 à Merksem, est une nageuse belge.

## Carrière
Elle remporte aux Championnats d'Europe de natation 2000 la médaille de bronze du relais 4x100 mètres nage libre avec Nina van Koeckhoven, Liesbet Dreesen et Tine Bossuyt.